# 24º Congresso degli Stati Uniti d'America
Il 24º Congresso degli Stati Uniti d'America, formato dal Senato e dalla Camera dei rappresentanti, si è riunito a Washington, D.C. presso il Campidoglio dal 4 marzo 1835 al 4 marzo 1837. Riunitosi durante il settimo e l'ottavo anno della presidenza di Andrew Jackson, questo Congresso ha visto sia la Camera che il Senato in mano ai jacksoniani, avendo essi recuperato il controllo del Senato rispetto alla precedente legislatura.

## Contesto ed eventi importanti
Il Congresso continuò a concentrarsi sulla questione bancaria, con chiare ricadute sul sistema economico statunitense. L'economia americana degli anni '30 visse un periodo di forte ripresa dalla crisi degli anni '20. Intanto Jackson e la sua maggioranza al Congresso erano riusciti nell'intento di bloccare qualsiasi tentativo di rinnovare la concessione della funzione di banca centrale alla Seconda Banca degli Stati Uniti (che cesserà di operare in tale funzione nel 1836). La scelta del presidente Jackson e dei suoi uomini al Congresso (i cui elettori si erano mostrati sempre sospettosi dei banchieri, della finanza e dell'utilizzo di carta-moneta) fu, da un lato, quella di creare una serie di "pet banks" (una definizione dispregiativa, ad esprimere il fatto che queste banche seguissero i desiderata di Jackson), ovvero selezionare un certo numero di banche private che avrebbero potuto ricevere i depositi del governo federale e stampare moneta; dall'altro vennero approvate una serie di normative federali che regolassero il sistema bancario, come quella che obbligava le stesse pet banks di possedere nei propri depositi una quantità di oro e argento pari a un quarto delle banconote da loro prodotte. Il dibattito con la minoranza anti-jacksoniana si accese quando vennero promosse al Congresso dei progetti di legge che consentirono l'istituzione di nuove pet banks. Ma una nuova crisi economica era già alle porte: il numero di prestiti aumentò costantemente e il prezzo dei terreni acquistati aumentò esponenzialmente. Allo scopo di frenare le speculazioni dei proprietari terrieri, Andrew Jackson emanò un ordine esecutivo che obbligava i compratori di terreni a pagare in oro e argento. Ciò provocò una sfiducia enorme nell'utilizzo della carta-moneta e la mancanza di possibilità di ripagare i propri debiti con le banche con oro e argento. Una nuova crisi, provocata anche dalla concomitante crisi in Gran Bretagna, era sul punto di deflagrare e sarebbe durata fino al 1841.
Un altro tema ad occupare i lavori di questo Congresso fu quello della schiavitù e dello scontro politico tra sostenitori e abolizionisti (con alle spalle l'altro tema del conflitto tra i sostenitori della superiorità delle normative federali nei confronti di quelle dei singoli stati). Grande sostenitore della causa dell'abolizionismo fu John Quincy Adams, ex presidente ed ora membro della Camera dei rappresentanti per il Massachusetts, appartenente al Partito Whig. In diverse occasioni Adams propose petizioni e proposte di legge per riuscire a far emanare al Congresso una legge per abolire la schiavitù a livello federale, intaccando quello che è sempre stato un bastione della teoria dei diritti degli stati di legiferare liberamente. La sua insistenza nel presentare tali petizioni provocò la reazione del Partito Democratico e anche dei Whig degli stati del Sud, i quali fecero approvare una cosiddetta gag rule, con la quale si vietava qualsiasi attività parlamentare in merito alla schiavitù. Adams e la fazione abolizionista della Camera dei rappresentanti attaccarono duramente la gag rule, considerandola una violazione del loro diritto di parola. Soltanto nel 1844 si riuscì ad eliminare questa norma parlamentare.
A caratterizzare questo Congresso fu anche la nascita ufficiale del Partito Whig, grande oppositore dei jacksoniani. Il Whig inglobò al suo interno il Nullifier Party e il Partito Anti-massonico. Anche i jacksoniani non stettero con le mani in mano, creando il progenitore dell'odierno Partito Democratico. Il sistema bipolare statunitense, insomma, si riaffermò decisamente.

### Cronologia
- 31 marzo 1835 - Il governatore dell'Ohio Robert Lucas guida la milizia dello stato e la schiera nella città di Perrysburgh, a dieci miglia da Toledo. A questa mossa risponde il governatore del Territorio del Michigan, Stevens T. Mason, ordinando alla sua milizia di conquistare Toledo per prevenire l'accesso nella cosiddetta "Striscia di Toledo alle truppe dell'Ohio. La disputa era nata dalla contesa della Striscia di Toledo, al confine tra i due territori, e dal fatto che il Territorio del Michigan (che in quel momento stava procedendo alla sua ammissione all'Unione come stato), aveva richiesto che nel suo territorio fosse ricompresa la Striscia. La disputa si risolverà alla fine del 1836.
- 6 maggio 1835 - Esce il primo numero del New York Herald.
- 20-22 maggio 1835 - A Baltimora si tiene la convention nazionale dell'area a sostegno della presidenza di Jackson, ormai chiamato Partito Democratico. Il partito nomina suo candidato alle prossime elezioni presidenziali il vicepresidente Martin Van Buren, fedele alleato dello stesso Jackson, che vincerà nettamente le elezioni.
- 2 ottobre 1835 - A Gonzalez, nel Texas messicano, i coloni locali non restituiscono il cannone da battaglia che gli era stato precedentemente consegnato dall'esercito messicano per difendersi dai nativi Comanche nella regione. Dopo un breve scontro a fuoco, la squadra di 100 soldati messicani inviata per riprendersi il cannone si ritira. È l'inizio della rivoluzione del Texas.
- 7 dicembre 1835 - Per la prima volta al Senato viene applicato il principio di maggioranza nella composizione dei comitati parlamentari.
- 9 dicembre 1835 - L'esercito rivoluzionario della repubblica del Texas conquista la città di San Antonio.
- 16-17 dicembre 1835 - La mattina del 16 dicembre a New York scoppia un incendio in un grande magazzino di Merchant Street, nei pressi di Wall Street. L'incendio si spande per tutta la città e colpirà ben diciassette isolati, provocando danni enormi, oltre che uccidere due persone.
- 20 dicembre 1835 - A Goliad (Texas) viene firmata la dichiarazione d'indipendenza del Texas.
- 28 dicembre 1835 - Il capo guerriero Seminole Osceola guida una squadra di suoi guerrieri all'attacco dell'agente indiano Wiley Thompson nei pressi di Fort King, in Florida. Scoppia così la cosiddetta "seconda guerra Seminole", che alcuni storici considerano come il più sanguinoso conflitto combattuto dagli Stati Uniti contro una tribù indiana. La guerra è soltanto la conseguenza di una lunga serie di attacchi che si verificano da ambo le parti fin dalla fine degli anni '20. Dopo l'approvazione dell'Indian Removal Act, una parte dei Seminole (stanziati nel centro del Territorio della Florida) guidata da Osceola decide di opporsi alla rimozione forzata. Il conflitto durerà fino al 1842 e si concluderà con la quasi completa rimozione dei Seminole al di là del fiume Mississippi nel Territorio Indiano (tranne che per un piccolo gruppo, che informalmente sarà autorizzato a rimanere nella Florida meridionale).
- 29 dicembre 1835 - Il governo federale e un gruppo di rappresentanti di una fazione minoritaria di Cherokee firmano il trattato di New Echota, in Georgia. Il trattato stabilisce i termini entro i quali tutta la nazione Cherokee deve cedere i suoi territori nel Sudest degli Stati Uniti e spostarsi oltre il fiume Mississippi, nel Territorio Indiano. Nonostante il trattato non sia stato firmato da nessun rappresentante dell'intera comunità Cherokee (neanche dal suo capo assoluto, John Ross), il trattato verrà comunque ratificato dal Congresso nel marzo 1836 e diventerà la base legale fondamentale per la rimozione forzata di questi indiani.
- 5 gennaio 1836 - Davy Crockett, dopo aver perso di poco le elezioni a riconferma del suo seggio alla Camera per il Tennessee (durante la sua carica si era da sempre opposto duramente alle politiche di rimozione dei popoli indiani), raggiunge i rivoluzionari in Texas e si unisce alla loro causa. Il suo destino lo porterà ad Alamo, dove rimarrà ucciso durante l'assedio del febbraio-marzo successivo. Dopo la sua morte Crockett diventerà uno degli eroi popolari più noti degli Stati Uniti.
- 3 febbraio 1836 - Il Partito Whig tiene la sua prima convention nazionale presso Albany, nello stato di New York, in vista delle future elezioni presidenziali. Non essendo ancora un partito unito (a parte l'opposizione alla politica jacksoniana) alla convention emergono ben quattro candidati alla presidenza: il senatore William Henry Harrison dell'Ohio (sostenuto dai delegati degli stati del Nord e dei Territori di confine), il senatore Hugh Lawson White del Tennessee (sostenuto dai delegati degli stati del Sud), Daniel Webster (sostenuto dai delegati del Massachusetts) e Willie Person Mangum (sostenuto dai delegati della Carolina del Sud). L'obiettivo è quello di portare l'elezione presidenziale alla Camera dei rappresentanti, come era avvenuto nel 1824, ma il progetto fallirà miseramente.
- 23 febbraio 1836 - Nell'ambito della rivoluzione del Texas, comincia l'assedio del forte di Alamo. Mesi prima il forte era stato abbandonato dalle truppe messicane e occupato dai ribelli texani. Alla fine di febbraio una forza messicana di 1500 uomini si era mossa per riconquistare il forte, difeso da un contingente texano di nemmeno 300 effettivi. L'assedio di Alamo è poi diventato uno dei miti fondativi del Texas e quindi di tutti gli Stati Uniti. Durante l'assedio muore anche Davy Crockett.
- 25 febbraio 1836 - Samuel Colt deposita e ottiene il brevetto della sua pistola revolver omonima.
- 2 marzo 1836 - I delegati della convenzione della repubblica del Texas, riuniti a Washington-on-the-Brazos, dichiarano formalmente la propria indipendenza dal Messico.
- 6 marzo 1836 - Si conclude l'assedio di Alamo. L'esercito messicano passa alle armi i rivoltosi texani che per dal 23 febbraio difendevano il forte.
- 15 marzo 1836 - Il Senato conferma la nomina del nuovo presidente della Corte suprema degli Stati Uniti, Roger Brooke Taney (ex Procuratore generale e Segretario al tesoro durante l'amministrazione Jackson). Quest'ultimo succede a John Marshall, in carica dal 1801. Taney rimarrà alla storia per essere stato il giudice della Corte decisivo nella fatale sentenza Dred Scott v. Sandford del 1857, con la quale la Corte dichiarava che gli afroamericani non potessero essere considerati cittadini e che il Congresso non avrebbe potuto proibire la schiavitù in qualunque parte degli Stati Uniti.
- 17 marzo 1836 - La Repubblica del Texas dichiara illegale sul suo territorio la compravendita di schiavi.
- 27 marzo 1836 - Il generale e presidente messicano Antonio Lopez de Santa Anna ordina l'esecuzione di quasi 450 prigionieri di guerra texani, catturati dopo la sconfitta da questi ultimi subita nella battaglia di Coleto. Nonostante la richiesta di clemenza da parte del generale messicano che li ha catturati, José de Urrea, l'ordine viene comunque eseguito.
- 20 aprile 1836 - Il Congresso approva la costituzione del Territorio del Wisconsin, che si unirà formalmente all'Unione come stato nel 1848. Il Territorio si estende sugli attuali stati di Wisconsin, Minnesota e Iowa, oltre che in parte del Dakota ad est del fiume Missouri. Il Territorio faceva parte originariamente dei territori ceduti dall'Impero britannico nel 1783.
- 21-22 aprile 1836 - Le forze rivoluzionarie texane sconfiggono l'esercito messicano nella battaglia di San Jacinto. È la vittoria decisiva dei ribelli texani: oltre a sconfiggere l'esercito avversario riescono a catturare addirittura lo stesso generale-presidente del Messico, Antonio Lopez de Santa Anna.
- 15 giugno 1836 - L'Arkansas viene ammesso come 25º stato dell'Unione.
- 28 giugno 1836 - Muore l'ex presidente James Madison. Madison è considerato uno dei padri fondatori degli Stati Uniti d'America.
- 11 luglio 1836 - Andrew Jackson emana un ordine esecutivo (noto come "Specie Circular") con il quale tenta di bloccare la speculazione che si sta realizzando nel settore dei terreni pubblici liberati dalla presenza indiana con l'Indian Removal Act. La fine di questo mercato, provocata dall'emanazione dell'ordine esecutivo che vieta la compravendita di terreni pubblici con carta-moneta, sarà uno dei fattori che provocheranno la futura crisi economica.
- 1º agosto 1836 - Nell'aula della Corte suprema del Massachusetts, a Boston, un gruppo di donne afroamericane riesce a liberare due schiave e a farle fuggire. L'episodio è soltanto uno dei tanti che si verificano a Boston, città che successivamente diventerà un bastione della causa abolizionista.
- 30 agosto 1836 - In Texas viene fondata la città di Houston.
- 5 settembre 1836 - Sam Houston viene eletto primo presidente della Repubblica del Texas.
- 15 ottobre 1836 - L'insegnante e predicatore afroamericano Alexander Twilight viene eletto alla Camera dei rappresentanti dello stato del Vermont. È il primo afroamericano nella storia degli Stati Uniti ad essere eletto per una carica rappresentativa[5].
- 3 novembre 1836 - Si tengono le elezioni presidenziali. Dal voto popolare emerge la vittoria di Van Buren. La vittoria decisiva di quest'ultimo si è avuta nella Pennsylvania, dove appena 4.000 voti di differenza lo hanno distaccato da Harrison. Senza tale vittoria, Van Buren non avrebbe avuto una maggioranza assoluta al collegio elettorale e il piano dei Whigs di far "passare la palla" alla Camera avrebbe avuto successo. Fino alle elezioni presidenziali del 1852 i Democratici non riconquisteranno più il Connecticut, il Rhode Island e la Carolina del Nord, mentre è l'unica elezione in cui la Carolina del Sud voterà per il Partito Whig, votando per il Partito Democratico fino al 1868.
- 7 dicembre 1836 - Si riunisce il collegio elettorale. Con 170 voti Martin Van Buren viene eletto ottavo presidente degli Stati Uniti. Per la vicepresidenza nessuno dei candidati ottiene la maggioranza assoluta, e verrà dunque eletto dal Senato secondo quanto prevede il XII emendamento.
- 14 dicembre 1836 - Dopo un anno di duro scontro, il Territorio del Michigan (in forte crisi finanziaria) accetta le condizioni per chiudere la sua disputa territoriale riguardo alla Striscia di Toledo con l'Ohio, precondizione per l'ammissione del Michigan all'Unione come stato. Il Michigan cede all'Ohio la Striscia di Toledo in cambio della Penisola Superiore.
- 15 dicembre 1836 - Il palazzo sede del Patent Office (ovvero l'ufficio incaricato di rilasciare i brevetti industriali) viene distrutto da un violento incendio. Molti brevetti e modelli depositati nei suoi uffici sono irrimediabilmente perduti. Dalle prime indagini si ipotizza che l'incendio sia di natura dolosa e che sia divampato dalla sede delle Poste, che condivideva l'edificio. Tuttavia non emergono prove certe di tale causa e l'episodio viene considerato di natura accidentale.
- 26 gennaio 1837 - Il Michigan viene ammesso come 26º stato dell'Unione.
- 8 febbraio 1837 - In accordo al XII emendamento, il Senato elegge il vicepresidente. Con 33 voti il nuovo vicepresidente è Richard Mentor Johnson, rappresentante democratico del Kentucky. Sarà l'unica volta in cui il Senato ha fatto uso di questo potere in tutta la storia degli Stati Uniti[6].
- 25 febbraio 1837 - A Philadelphia viene fondato l'Institute for Colored Youths (ICY), il primo istituto di educazione di alto livello riservata a persone di colore. L'istituto tutt'oggi è ancora esistente, con il nome di Cheyney University.
- 25 febbraio 1837 - Thomas Davenport ottiene il brevetto per il suo modello di motore elettrico a corrente continua.

## Atti legislativi più importanti
- 4 luglio 1836 - Patent Act del 1836: 5 Stat. 117, ch. 357 (An Act to promote the progress of useful arts, and to repeal all acts and parts of acts heretofore made for that purpose) - La legge riforma il sistema di concessione dei brevetti industriali, prevedendo soprattutto un esame preliminare (da parte di una commissione di esaminatori assunti dal governo federale) prima di concedere il brevetto.

## Trattati
29 dicembre 1835 - Trattato di New Echota, con il quale i Cherokee cedono tutte le loro terre a est del fiume Mississippi.

## Stati e Territori ammessi
- 20 aprile 1836 - Approvazione della costituzione del Territorio del Wisconsin.
- 15 giugno 1836 - Ammissione dell'Arkansas come 25º stato dell'Unione.
- 26 gennaio 1837 - Ammissione del Michigan come 26º stato dell'Unione.

## Partiti

### Senato
Durante questo Congresso sono stati aggiunti quattro seggi per i senatori dei nuovi stati dell'Arkansas e del Michigan.
|                             | Partiti         | Partiti       |      | Totali | Vacanti |
| --------------------------- | --------------- | ------------- | ---- | ------ | ------- |
|                             |                 |               |      | Totali | Vacanti |
| Anti-jacksoniani (AJ)       | Jacksoniani (J) | Nullifier (N) |      | Totali | Vacanti |
| Congresso precedente        | 26              | 20            | 2    | 48     | 0       |
|                             |                 |               |      |        |         |
| Inizio                      | 24              | 21            | 2    | 47     | 1       |
| Fine                        | 19              | 31            | 2    | 52     | 0       |
| % Fine                      | 36,5%           | 59,6%         | 3,8% |        |         |
|                             |                 |               |      |        |         |
| Inizio Congresso successivo | 19              | 33            | 0    | 52     | 0       |

### Camera dei rappresentanti
Durante questo congresso sono stati aggiunti 2 seggi per i nuovi rappresentanti dell'Arkansas e del Michigan.
|                             | Partiti             | Partiti         | Partiti       |                          |      | Totali | Vacanti |
| --------------------------- | ------------------- | --------------- | ------------- | ------------------------ | ---- | ------ | ------- |
|                             |                     |                 |               |                          |      | Totali | Vacanti |
| Anti-jacksoniani (AJ)       | Anti-massonico (AM) | Jacksoniani (J) | Nullifier (N) | Diritto degli Stati (SR) |      | Totali | Vacanti |
| Congresso precedente        | 64                  | 26              | 141           | 8                        | 0    | 239    | 1       |
|                             |                     |                 |               |                          |      |        |         |
| Inizio                      | 75                  | 16              | 140           | 7                        | 0    | 238    | 2       |
| Fine                        | 79                  | 15              | 139           | 7                        | 1    | 241    | 1       |
| % Fine                      | 32,8%               | 6,2%            | 57,7%         | 2,9%                     | 0,4% |        |         |
|                             |                     |                 |               |                          |      |        |         |
| Inizio Congresso successivo | 100                 | 7               | 121           | 6                        | 0    | 234    | 0       |

## Leadership

### Senato
- Presidente: Martin Van Buren (J)
- Presidente pro tempore: William R. King (J)

### Camera dei rappresentanti
- Speaker: James K. Polk (J)

## Membri

### Senato
I senatori sono eletti ogni due anni e ad ogni Congresso ne viene rinnovato un terzo. Prima del nome di ogni senatore viene indicata la "classe", ovvero il ciclo di elezioni in cui è stato eletto. Per il 24º Congresso furono sottoposti ad elezione i senatori di classe 3.
Alabama
- 2. William R. King (J)
- 3. Gabriel Moore (AJ)

Arkansas

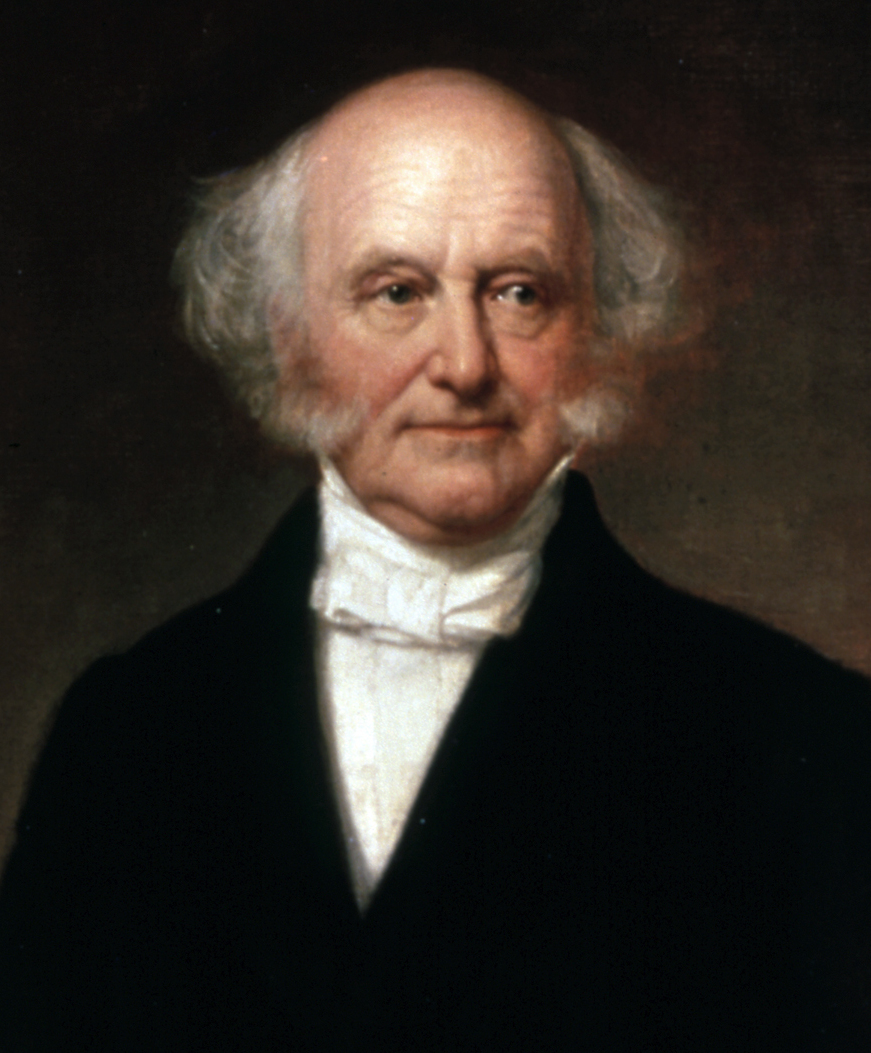
Il presidente del Senato Martin Van Buren (J).

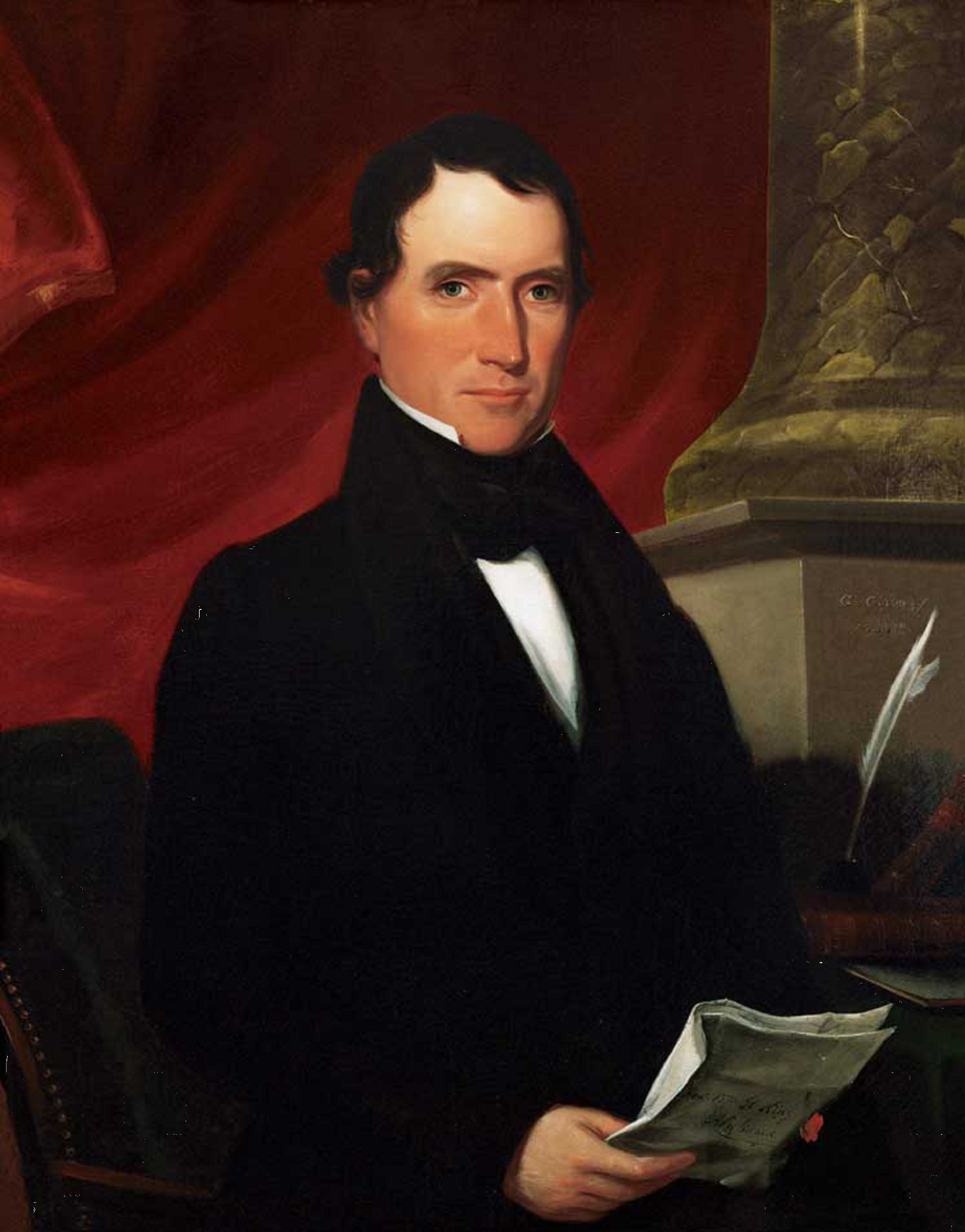
Il presidente pro tempore del Senato William R. King (J).

- 2. William S. Fulton (J), dal 18 settembre 1836
- 3. Ambrose H. Sevier (J), dal 18 settembre 1836

Carolina del Nord
- 2. Bedford Brown (J)
- 3. Willie P. Mangum (AJ), fino al 26 novembre 1836
  - Robert Strange (J), dal 5 dicembre 1836

Carolina del Sud
- 2. John C. Calhoun (N)
- 3. William C. Preston (N)

Connecticut
- 1. Nathan Smith (AJ), fino al 6 dicembre 1835
  - John M. Niles (J), dal 21 dicembre 1835
- 3. Gideon Tomlinson (AJ)

Delaware
- 1. Arnold Naudain (AJ), fino al 16 giugno 1836
  - Richard H. Bayard (AJ), dal 17 giugno 1836
- 2. John M. Clayton (AJ), fino al 29 dicembre 1836
  - Thomas Clayton (AJ), dal 9 gennaio 1837

Georgia
- 2. John P. King (J)
- 3. Alfred Cuthbert (J)

Illinois
- 2. John M. Robinson (J)
- 3. Elias K. Kane (J), fino al 12 dicembre 1835
  - William L.D. Ewing (J), dal 30 dicembre 1835

Indiana
- 1. John Tipton (J)
- 3. William Hendricks (AJ)

Kentucky
- 2. John J. Crittenden (AJ)
- 3. Henry Clay (AJ)

Louisiana
- 2. Robert C. Nicholas (J), dal 13 gennaio 1836
- 3. Alexander Porter (AJ), fino al 5 gennaio 1837
  - Alexander Mouton (J), dal 12 gennaio 1837

Maine
- 1. Ether Shepley (J), fino al 3 marzo 1836
  - Judah Dana (J), dal 7 dicembre 1836
- 2. John Ruggles (J)

Maryland
- 1. Joseph Kent (AJ)
- 3. Robert H. Goldsborough (AJ), fino al 5 ottobre 1836
  - John S. Spence (AJ), dal 31 dicembre 1836

Massachusetts
- 1. Daniel Webster (AJ)
- 2. John Davis (AJ)

Michigan
- 1. Lucius Lyon (J), dal 26 gennaio 1837
- 2. John Norvell (J), dal 26 gennaio 1837

Mississippi
- 1. John Black (J)
- 2. Robert J. Walker (J)

Missouri
- 1. Thomas H. Benton (J)
- 3. Lewis F. Linn (J)

New Hampshire
- 2. Henry Hubbard (J)
- 3. Isaac Hill (J), fino al 30 maggio 1836
  - John Page (J), dall'8 giugno 1836

New Jersey
- 1. Samuel L. Southard (AJ)
- 2. Garret D. Wall (J)

New York
- 1. Nathaniel P. Tallmadge (J)
- 3. Silas Wright, Jr. (J)

Ohio
- 1. Thomas Morris (J)
- 3. Thomas Ewing (AJ)

Pennsylvania
- 1. Samuel McKean (J)
- 3. James Buchanan (J)

Rhode Island
- 1. Asher Robbins (AJ)
- 2. Nehemiah R. Knight (AJ)

Tennessee
- 1. Felix Grundy (J)
- 2. Hugh Lawson White (J)

Vermont
- 1. Benjamin Swift (AJ)
- 3. Samuel Prentiss (AJ)

Virginia
- 1. John Tyler (AJ), fino al 29 febbraio 1836
  - William C. Rives (J), dal 4 marzo 1836
- 2. Benjamin W. Leigh (AJ), fino al 4 luglio 1836
  - Richard E. Parker (J), dal 26 febbraio 1834

### Camera dei rappresentanti
Nell'elenco, prima del nome del membro, viene indicato il distretto elettorale di provenienza o se quel membro è stato eletto in un collegio unico (at large).
Alabama
- 1. Reuben Chapman (J)
- 2. Joshua L. Martin (J)
- 3. Joab Lawler (J)
- 4. Dixon H. Lewis (N)
- 5. Francis S. Lyon (AJ)

Arkansas

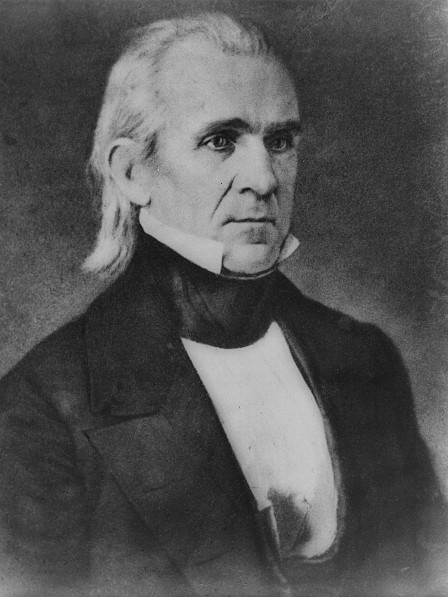
Lo speaker della Camera dei rappresentanti James K. Polk (J).

- At-large. Archibald Yell (J), dal 1º agosto 1836

Carolina del Nord
- 1. William B. Shepard (AJ)
- 2. Jesse A. Bynum (J)
- 3. Ebenezer Pettigrew (AJ)
- 4. Jesse Speight (J)
- 5. James I. McKay (J)
- 6. Micajah T. Hawkins (J)
- 7. Edmund Deberry (AJ)
- 8. William Montgomery (J)
- 9. Augustine H. Shepperd (AJ)
- 10. Abraham Rencher (AJ)
- 11. Henry W. Connor (J)
- 12. James Graham (AJ), fino al 29 marzo 1836
  - James Graham (AJ), dal 5 dicembre 1836
- 13. Lewis Williams (AJ)

Carolina del Sud
- 1. Henry L. Pinckney (N)
- 2. William J. Grayson (N)
- 3. Robert B. Campbell (N)
- 4. James H. Hammond (N), fino al 26 febbraio 1836
  - Franklin H. Elmore (N), dal 10 dicembre 1836
- 5. Francis W. Pickens (N)
- 6. seggio vacante, fino al 10 settembre 1835
  - Waddy Thompson, Jr. (AJ), dal 10 settembre 1835
- 7. James Rogers (J)
- 8. Richard I. Manning (J), fino al 1º maggio 1836
  - John P. Richardson (J), dal 19 dicembre 1836
- 9. John K. Griffin (N)

Connecticut
- At-large. Elisha Haley (J)
- At-large. Samuel Ingham (J)
- At-large. Andrew T. Judson (J), fino al 4 luglio 1836
  - Orrin Holt (J), dal 5 dicembre 1836
- At-large. Lancelot Phelps (J)
- At-large. Isaac Toucey (J)
- At-large. Zalmon Wildman (J), fino al 10 dicembre 1835
  - Thomas T. Whittlesey (J), dal 29 aprile 1836

Delaware
- At-large. John J. Milligan (AJ)

Georgia
- At-large. John E. Coffee (J), fino al 25 settembre 1836
  - William C. Dawson (SR), dal 7 novembre 1836
- At-large. Seaton Grantland (J)
- At-large. Charles E. Haynes (J)
- At-large. seggio vacante, fino al 5 ottobre 1835
  - Jabez Y. Jackson (J), dal 5 ottobre 1835
- At-large. George W. Owens (J)
- At-large. John W.A. Sanford (J), fino al 25 luglio 1835
  - Thomas Glascock (J), dal 5 ottobre 1835
- At-large. William Schley (J), fino al 1º luglio 1835
  - Jesse F. Cleveland (J), dal 5 ottobre 1835
- At-large. James C. Terrell (J), fino all'8 luglio 1835
  - Hopkins Holsey (J), dal 5 ottobre 1835
- At-large. George W.B. Towns (J), fino al 1º settembre 1836
  - Julius C. Alford (AJ), dal 2 gennaio 1837

Illinois
- 1. John Reynolds (J)
- 2. Zadok Casey (J)
- 3. William L. May (J)

Indiana
- 1. Ratliff Boon (J)
- 2. John W. Davis (J)
- 3. John Carr (J)
- 4. Amos Lane (J)
- 5. Johnathan McCarty (J)
- 6. George L. Kinnard (J), fino al 26 novembre 1836
  - William Herod (AJ), dal 25 gennaio 1836
- 7. Edward A. Hannegan (J)

Kentucky
- 1. Linn Boyd (J)
- 2. Albert G. Hawes (J)
- 3. Joseph R. Underwood (AJ)
- 4. Sherrod Williams (AJ)
- 5. James Harlan (AJ)
- 6. John Calhoon (AJ)
- 7. Benjamin Hardin (AJ)
- 8. William J. Graves (AJ)
- 9. John White (AJ)
- 10. Chilton Allan (AJ)
- 11. Richard French (J)
- 12. John Chambers (AJ)
- 13. Richard M. Johnson (J)

Louisiana
- 1. Henry Johnson (AJ)
- 2. Eleazar W. Ripley (J)
- 3. Rice Garland (AJ)

Maine
- 1. John Fairfield (J)
- 2. Francis O.J. Smith (J)
- 3. Jeremiah Bailey (AJ)
- 4. George Evans (AJ)
- 5. Moses Mason, Jr. (J)
- 6. Leonard Jarvis (J)
- 7. Joseph Hall (J)
- 8. Gorham Parks (J)

Maryland
- 1. John N. Steele (AJ)
- 2. James A. Pearce (AJ)
- 3. James Turner (J)
- 4. Benjamin C. Howard (J)
- 4. Isaac McKim (J)
- 5. George C. Washington (AJ)
- 6. Francis Thomas (J)
- 7. Daniel Jenifer (AJ)

Massachusetts
- 1. Abbott Lawrence (AJ)
- 2. Stephen C. Phillips (AJ)
- 3. Caleb Cushing (AJ)
- 4. Samuel Hoar (AJ)
- 5. Levi Lincoln, Jr. (AJ)
- 6. George J. Grennell, Jr. (AJ)
- 7. George N. Briggs (AJ)
- 8. William B. Calhoun (AJ)
- 9. William Jackson (AM)
- 10. Nathaniel B. Borden (J)
- 11. John Reed, Jr. (AM)
- 12. John Quincy Adams (AM)

Michigan
- At-large. Isaac E. Crary (J), dal 26 giugno 1837

Mississippi
- At-large. John F.H. Claiborne (J)
- At-large. David Dickson (AJ), fino al 31 luglio 1836
  - Samuel J. Gholson (J), dal 1º dicembre 1836

Missouri
- At-large. William H. Ashley (J)
- At-large. Albert G. Harrison (J)

New Hampshire
- At-large. Benning M. Bean (J)
- At-large. Robert Burns (J)
- At-large. Samuel Cushman (J)
- At-large. Franklin Pierce (J)
- At-large. Joseph Weeks (J)

New Jersey
- At-large. Philemon Dickerson (J), fino al 3 novembre 1836
  - William Chetwood (AJ), dal 5 dicembre 1836
- At-large. Samuel Fowler (J)
- At-large. Thomas Lee (J)
- At-large. James Parker (J)
- At-large. Ferdinand S. Schenck (J)
- At-large. William N. Shinn (J)

New York
- 1. Abel Huntington (J)
- 2. Samuel Barton (J)
- 3. Churchill C. Cambreleng (J)
- 3. Campbell P. White (J), fino al 2 ottobre 1835
  - Gideon Lee (J), dal 4 novembre 1835
- 3. John McKeon (J)
- 3. Ely Moore (J)
- 4. Aaron Ward (J)
- 5. Abraham Bockee (J)
- 6. John W. Brown (J)
- 7. Nicholas Sickles (J)
- 8. Valentine Efner (J)
- 8. Aaron Vanderpoel (J)
- 9. Hiram P. Hunt (J)
- 10. Gerrit Y. Lansing (J)
- 11. John Cramer (J)
- 12. David A. Russell (AJ)
- 13. Dudley Farlin (J)
- 14. Ransom H. Gillet (J)
- 15. Matthias J. Bovee (J)
- 16. Abijah Mann, Jr. (J)
- 17. Samuel Bearsley (J), fino al 29 marzo 1836
  - Rutger B. Miller (J), dal 9 novembre 1836
- 17. Joel Turrill (J)
- 18. Daniel Wardwell (J)
- 19. Sherman Page (J)
- 20. William Seymour (J)
- 21. William Mason (J)
- 22. Stephen B. Leonard (J)
- 22. Joseph Reynolds (J)
- 23. William K. Fuller (J)
- 23. William Taylor (J)
- 24. Ulysses F. Doubleday (J)
- 25. Graham H. Chapin (J)
- 26. Francis Granger (AJ)
- 27. Joshua Lee (J)
- 28. Timothy Childs (AJ)
- 29. George W. Lay (AJ)
- 30. Philo C. Fuller (AJ), fino al 2 settembre 1836
  - John Young (AJ), dal 9 novembre 1836
- 31. Abner Hazeltine (AJ)
- 32. Thomas C. Love (AJ)
- 33. Gideon Hard (AJ)

Ohio
- 1. Bellamy Storer (AJ)
- 2. Taylor Webster (J)
- 3. Joseph H. Crane (AJ)
- 4. Thomas Corwin (AJ)
- 5. Thomas L. Hamer (J)
- 6. Samuel F. Vinton (AJ)
- 7. William K. Bond (AJ)
- 8. Jeremiah McLene (J)
- 9. John Chaney (J)
- 10. Samson Mason (AJ)
- 11. William Kennon, Sr. (J)
- 12. Elias Howell (AJ)
- 13. David Spangler (AJ)
- 14. William Patterson (J)
- 15. Jonathan Sloane (AM)
- 16. Elisha Whittlesey (AJ)
- 17. John Thomson (J)
- 18. Benjamin Jones (J)
- 19. Daniel Kilgore (J)

Pennsylvania
- 1. Joel B. Sutherland (J)
- 2. James Harper (AJ)
- 2. Joseph R. Ingersoll (AJ)
- 3. Michael W. Ash (J)
- 4. Edward Darlington (AM)
- 4. William Hiester (AM)
- 4. David Potts, Jr. (AM)
- 5. Jacob Fry, Jr. (J)
- 6. Mathias Morris (AJ)
- 7. David D. Wagener (J)
- 8. Edward B. Hubley (J)
- 9. Henry A.P. Muhlenberg (J)
- 10. William Clark (AM)
- 11. Henry Logan (J)
- 12. George Chambers (AM)
- 13. Jesse Miller (J), fino al 30 ottobre 1836
  - James Black (J), dal 5 dicembre 1836
- 14. Joseph Henderson (J)
- 15. Andrew Beaumont (J)
- 16. Joseph B. Anthony (J)
- 17. John Laporte (J)
- 18. Job Mann (J)
- 19. John J. Klingensmith, Jr. (J)
- 20. Andrew Buchanan (J)
- 21. Thomas M.T. McKennan (AM)
- 22. Harmar Denny (AM)
- 23. Samuel S. Harrison (J)
- 24. John Banks (AM), fino al 31 marzo 1836
  - John J. Pearson (AJ), dal 5 dicembre 1836
- 25. John Galbraith (J)

Rhode Island
- At-large. Dutee J. Pearce (AM)
- At-large. William Sprague (AM)

Tennessee
- 1. William B. Carter (AJ)
- 2. Samuel Bunch (J)
- 3. Luke Lea (J)
- 4. James I. Standifer (J)
- 5. John B. Forester (J)
- 6. Balie Peyton (J)
- 7. John Bell (J)
- 8. Abram P. Maury (AJ)
- 9. James K. Polk (J)
- 10. Ebenezer J. Shields (AJ)
- 11. Cave Johnson (J)
- 12. Adam Huntsman (J)
- 13. William C. Dunlap (J)

Vermont
- 1. Hiland Hall (AJ)
- 2. William Slade (AM)
- 3. Horace Everett (AJ)
- 4. Heman Allen (AJ)
- 5. Henry F. Janes (AM)

Virginia
- 1. George Loyall (J)
- 2. John Y. Mason (J), fino all'11 gennaio 1837
  - seggio vacante, dall'11 gennaio 1837
- 3. John W. Jones (J)
- 4. George C. Dromgoole (J)
- 5. James W. Bouldin (J)
- 6. Walter Coles (J)
- 7. Nathaniel H. Claiborne (AJ)
- 8. Henry A. Wise (J)
- 9. John Roane (J)
- 10. John Taliaferro (AJ)
- 11. John Robertson (AJ)
- 12. James Garland (J)
- 13. John M. Patton (J)
- 14. Charles F. Mercer (AJ)
- 15. Edward Lucas (J)
- 16. James M.H. Beale (J)
- 17. Robert Craig (J)
- 18. George W. Hopkins (J)
- 19. William McComas (J)
- 20. Joseph Johnson (J)
- 21. William S. Morgan (J)

#### Membri non votanti
Territorio dell'Arkansas
- Ambrose H. Sevier (J), fino al 15 giugno 1836

Territorio della Florida
- Joseph M. White (J)

Territorio del Michigan
- George Wallace Jones (J), fino al 26 gennaio 1837

Territorio del Wisconsin
- George Wallace Jones (J), dal 26 gennaio 1837

## Cambiamenti nella rappresentanza

### Senato
| Stato (classe)        | Membro precedente           | Ragione del cambiamento | Successore             | Data della successione         |
| --------------------- | --------------------------- | --- | ---------------------- | ------------------------------ |
| Louisiana (2)         | Seggio vacante              | Il senatore eletto Charles E.A. Gayarre ha rinunciato alla carica per motivi di salute. Sono state indette nuove elezioni.       | Robert C. Nicholas (J) | Insediato il 13 gennaio 1836   |
| Connecticut (1)       | Nathan Smith (AJ)           | Smith è deceduto il 6 dicembre 1835. Sono state indette nuove elezioni.                                                          | John M. Niles (J)      | Insediato il 21 dicembre 1835  |
| Illinois (3)          | Elias K. Kane (J)           | Kane è deceduto il 12 dicembre 1835. È stato nominato un suo successore.                                                         | William L.D. Ewing (J) | Insediato il 30 dicembre 1835  |
| Virginia (1)          | John Tyler (AJ)             | Tyler si è dimesso il 29 febbraio 1836. Sono state indette nuove elezioni.                                                       | William C. Rives (J)   | Insediato il 4 marzo 1836      |
| Maine (1)             | Ether Shepley (J)           | Shepley si è dimesso il 3 marzo 1836. È stato nominato un suo successore.                                                        | Judah Dana (J)         | Insediato il 7 dicembre 1836   |
| New Hampshire (3)     | Isaac Hill (J)              | Hill si è dimesso il 30 maggio 1836, per assumere la carica di governatore del New Hampshire. Sono state indette nuove elezioni. | John Page (J)          | Insediato l'8 giugno 1836      |
| Delaware (1)          | Arnold Naudain (AJ)         | Naudain si è dimesso il 16 giugno 1836. Sono state indette nuove elezioni.                                                       | Richard H. Bayard (AJ) | Insediato il 17 giugno 1836    |
| Virginia (2)          | Benjamin W. Leigh (AJ)      | Leigh si è dimesso il 4 luglio 1836. Sono state indette nuove elezioni.                                                          | Richard E. Parker (J)  | Insediato il 12 dicembre 1836  |
| Arkansas (2)          | Seggio inesistente          | L'Arkansas è stato appena ammesso come stato dell'Unione. Sono state indette elezioni il 18 settembre 1836.                      | William S. Fulton (J)  | Insediato il 18 settembre 1836 |
| Arkansas (3)          | Seggio inesistente          | L'Arkansas è stato appena ammesso come stato dell'Unione. Sono state indette elezioni il 18 settembre 1836.                      | Ambrose H. Sevier (J)  | Insediato il 18 settembre 1836 |
| Maryland (3)          | Robert H. Goldsborough (AJ) | Goldsborough è deceduto il 5 ottobre 1836. Sono state indette nuove elezioni.                                                    | John S. Spence (AJ)    | Insediato il 31 dicembre 1836  |
| Carolina del Nord (3) | Willie P. Mangum (AJ)       | Mangum si è dimesso il 26 novembre 1836. Sono state indette nuove elezioni.                                                      | Robert Strange (J)     | Insediato il 5 dicembre 1836   |
| Delaware (2)          | John M. Clayton (AJ)        | Clayton si è dimesso il 29 dicembre 1836. Sono state indette nuove elezioni.                                                     | Thomas Clayton (AJ)    | Insediato il 9 gennaio 1836    |
| Louisiana (3)         | Alexander Porter (AJ)       | Porter si è dimesso il 5 gennaio 1837 per motivi di salute. Sono state indette nuove elezioni.                                   | Alexander Mouton (J)   | Insediato il 12 gennaio 1837   |
| Michigan (1)          | Seggio inesistente          | Il Michigan è stato appena ammesso come nuovo stato dell'Unione. I suoi senatori sono stati eletti il 6 gennaio 1837.            | Lucius Lyon (J)        | Insediato il 26 gennaio 1837   |
| Michigan (2)          | Seggio inesistente          | Il Michigan è stato appena ammesso come nuovo stato dell'Unione. I suoi senatori sono stati eletti il 6 gennaio 1837.            | John Norvell (J)       | Insediato il 26 gennaio 1837   |

### Camera dei rappresentanti
| Distretto                         | Membro precedente        | Ragione del cambiamento                                                                                                | Successore               | Data della successione          |
| --------------------------------- | ------------------------ | --- | ------------------------ | ------------------------------- |
| 6° Carolina del Sud               | Seggio vacante           | Il rappresentante eletto Warren R. Davis è deceduto prima dell'inizio dei lavori di questo Congresso.                  | Waddy Thompson, Jr. (AJ) | Insediato il 10 settembre 1835  |
| At-large Georgia                  | Seggio vacante           | Il rappresentante eletto James M. Wayne si ha rinunciato alla carica prima dell'inizio dei lavori di questo Congresso. | Jabez Y. Jackson (J)     | Insediato il 5 ottobre 1835     |
| At-large Georgia                  | William Schley (J)       | Schley si è dimesso il 1º luglio 1835 per assumere la carica di governatore della Georgia.                             | Jesse F. Cleveland (J)   | Insediato il 5 ottobre 1835     |
| At-large Georgia                  | James C. Terrell (J)     | Terrell si è dimesso l'8 luglio 1835 per motivi di salute.                                                             | Hopkins Holsey (J)       | Insediato il 5 ottobre 1835     |
| At-large Georgia                  | John W.A. Sanford (J)    | Sanford si è dimesso il 25 luglio 1835 per organizzare la rimozione dei Cherokee dalla Florida.                        | Thomas Glascock (J)      | Insediato il 5 ottobre 1835     |
| 3° New York                       | Campbell P. White (J)    | White si è dimesso il 2 ottobre 1835                                                                                   | Gideon Lee (J)           | Insediato il 4 novembre 1835    |
| At-large Connecticut              | Zalmon Wildman (J)       | Wildman è deceduto il 10 dicembre 1835.                                                                                | Thomas T. Whittlesey (J) | Insediato il 29 aprile 1836     |
| 4° Carolina del Sud               | James H. Hammond (N)     | Hammond si è dimesso il 26 febbraio 1836 per motivi di salute.                                                         | Franklin H. Elmore (N)   | Insediato il 10 dicembre 1836   |
| 17° New York                      | Samuel Bearsley (J)      | Bearsley si è dimesso il 29 marzo 1836.                                                                                | Rutger B. Miller (J)     | Insediato il 9 novembre 1836    |
| 12° Carolina del Nord             | James Graham (AJ)        | Il seggio di Graham è stato dichiarato vacante il 29 marzo 1836.                                                       | James Graham (AJ)        | Insediato il 5 dicembre 1836    |
| 24° Pennsylvania                  | John Banks (AM)          | Banks si è dimesso il 31 marzo 1836.                                                                                   | John J. Pearson (AJ)     | Insediato il 5 dicembre 1836    |
| 8° Carolina del Sud               | Richard I. Manning (J)   | Manning è deceduto il 1º maggio 1836.                                                                                  | John P. Richardson (J)   | Insediato il 19 dicembre 1836   |
| At-large Territorio dell'Arkansas | Ambrose H. Sevier (J)    | Il seggio è stato eliminato quando l'Arkansas è stato ammesso come stato dall'Unione.                                  | Seggio eliminato         |                                 |
| At-large Connecticut              | Andrew T. Judson (J)     | Judson si è dimesso il 4 luglio 1836 per assumere la carica di giudice presso la Corte distrettuale del Connecticut.   | Orrin Holt (J)           | Insediato il 5 dicembre 1836    |
| At-large Mississippi              | David Dickson (AJ)       | Dickson è deceduto il 31 luglio 1836.                                                                                  | Samuel J. Gholson (J)    | Insediato il 1º dicembre 1836   |
| At-large Arkansas                 | Seggio insistente        | L'Arkansas è stato appena ammesso come stato dell'Unione. Sono state indette elezioni il 18 settembre 1836.            | Archibald Yell (J)       | Insediato il 1º agosto 1836     |
| At-large Georgia                  | George W.B. Towns (J)    | Towns si è dimesso il 1º settembre 1836.                                                                               | Julius C. Alford (AJ)    | Insediato il 2 gennaio 1837     |
| 30° New York                      | Philo C. Fuller (AJ)     | Fuller si è dimesso il 2 settembre 1836.                                                                               | John Young (AJ)          | Insediato il 9 novembre 1836    |
| At-large Georgia                  | John E. Coffee (J)       | Coffee è deceduto il 25 settembre 1836.                                                                                | William C. Dawson (SR)   | Insediato il 7 novembre 1836    |
| 13° Pennsylvania                  | Jesse Miller (J)         | Miller si è dimesso il 30 ottobre 1836.                                                                                | James Black (J)          | Insediato il 5 dicembre 1836    |
| At-large New Jersey               | Philemon Dickerson (J)   | Dickerson si è dimesso il 3 novembre 1836 per assumere la carica di governatore del New Jersey.                        | William Chetwood (AJ)    | Insediato il 5 dicembre 1836    |
| 6° Indiana                        | George L. Kinnard (J)    | Kinnard è deceduto il 26 novembre 1836.                                                                                | William Herod (AJ)       | Insediato il 25 gennaio 1837    |
| 2° Virginia                       | John Y. Mason (J)        | Mason si è dimesso l'11 gennaio 1837. Il seggio è rimasto vacante fino al Congresso successivo.                        | Seggio vacante           |                                 |
| At-large Territorio del Michigan  | George Wallace Jones (J) | Il seggio è stato eliminato quando il Michigan è stato ammesso come stato dall'Unione.                                 | Seggio eliminato         |                                 |
| At-large Michigan                 | Seggio insistente        | Il Michigan è stato appena ammesso come stato dell'Unione il 26 gennaio 1837.                                          | Isaac E. Crary (J)       | Insediato il 26 settembre 1837. |
| At-large Territorio del Wisconsin | Seggio inesistente       | Il Territorio del Wisconsin è stato istituito il 3 aprile 1836.                                                        | George Wallace Jones (J) | Insediato il 26 gennaio 1837    |

## Comitati
Qui di seguito si elencano i singoli comitati e i presidenti di ognuno (se disponibili).

### Senato
- Agriculture
- Audit and Control the Contingent Expenses of the Senate
- Claims
- Commerce
- Constitution of the State of Arkansas (select committee)
- Distributing Public Revenue Among the States (select committee)
- District of Columbia
- Finance
- Foreign Relations
- Incendiary Publications (select committee)
- Indian Affairs
- Judiciary
- Letter from Mr. Poindexter (select committee)
- Manufactures
- Mileage of Members of Congress (select committee)
- Military Affairs
- Militia
- Naval Affairs
- Ohio-Michigan Boundary (select committee)
- Patent Office (select committee)
- Pensions
- Post Office and Post Roads
- Private Land Claims
- Public Lands
- Purchasing Boyd Reilly's Gas Apparatus (select committee)
- Revolutionary Claims
- Roads and Canals
- Sale of Public Lands (select committee)
- Tariff Regulation (select committee)
- Whole

### Camera dei rappresentanti
- Accounts
- Agriculture
- Amendment to the Constitution (select committee)
- Banks of the District of Columbia (select committee)
- Claims
- Commerce
- District of Columbia
- Elections
- Expenditures in the Navy Department
- Expenditures in the Post Office Department
- Expenditures in the State Department
- Expenditures in the Treasury Department
- Expenditures in the War Department
- Expenditures on Public Buildings
- Foreign Affairs
- Indian Affairs
- Invalid Pensions
- Manufactures
- Military Affairs
- Militia
- Naval Affairs
- Post Office and Post Roads
- Public Expenditures
- Public Lands
- Revisal and Unfinished Business
- Revolutionary Claims
- Roads and Canals
- Rules (select committee)
- Standards of Official Conduct
- Territories
- Ways and Means
- Whole

### Comitati bicamerali (Joint)
- Enrolled Bills